# The Best of Nick Cave and the Bad Seeds
The Best of Nick Cave and The Bad Seeds är ett samlingsalbum av gruppen Nick Cave & The Bad Seeds. Albumet släpptes 1998. 
För att välja ut de bästa låtarna vände sig Nick Cave till samtliga som var eller varit med i The Bad Seeds och bad dem lista sina egna favoritlåtar. Tanken var att låtvalen skulle diskuteras och en kompromiss nås. Som det föll ut var det enbart Mick Harvey som lämnade in en lista. Hans låtval, i den ordning han föreslog, är det som ligger till grund för albumet. Nick själv tyckte det gav en bra blandning av gamla och nya liksom snabba och mer lågmälda låtar.

## Låtlista
1. "Deanna" - 3:46
2. "Red Right Hand" - 4:48
3. "Straight to You" - 4:36
4. "Tupelo" - 5:13
5. "Nobody's Baby Now" - 3:54
6. "Stranger Than Kindness" - 4:42
7. "Into My Arms" - 4:14
8. "(Are You) The One That I've Been Waiting For?" - 4:06
9. "The Carny" - 8:03
10. "Do You Love Me?" - 4:40 (singelversionen)
11. "The Mercy Seat" - 5:09 (singelversionen)
12. "Henry Lee" - 3:57 (med PJ Harvey)
13. "The Weeping Song" - 4:21 (singelversionen)
14. "The Ship Song" - 4:43 (kortare version är originalet)
15. "Where the Wild Roses Grow" - 3:57
16. "From Her to Eternity" - 5:34 (med Kylie Minogue)

- Låt 16 är från albumet From Her to Eternity.
- Låt 4 är från albumet The Firstborn Is Dead.
- Låtar 6 och 9 är från albumet Your Funeral, My Trial.
- Låtar 1 och 11 är från albumet Tender Prey.
- Låtar 13 och 14 är från albumet The Good Son.
- Låt 3 är från albumet Henry's Dream.
- Låtar 2, 5 och 10 är från albumet Let Love In.
- Låtar 12 och 15 är från albumet Murder Ballads.
- Låtar 7 och 8 är från albumet The Boatman's Call.

### Bonusskiva
Albumet gavs även ut i en begränsad utgåvan där ett livealbum ingick, Live at the Royal Albert Hall inspelat i maj 1997.
1. "Lime Tree Arbour"
2. "Stranger Than Kindness"
3. "Red Right Hand"
4. "I Let Love In"
5. "Brompton Oratory"
6. "Henry Lee" (Nick Cave sjunger båda stämmorna)
7. "The Weeping Song"
8. "The Ship Song"
9. "Where the Wild Roses Grow" (med Blixa Bargeld)

- Låtar 1 och 5 är från albumet The Boatman's Call.
- På turnén deltog: Nick Cave, Blixa Bargeld, Mick Harvey, Conway Savage, Warren Ellis, Thomas Wydler, Jim Sclavunos samt Martyn P. Casey.